# Laddonia
Laddonia – miasto w Stanach Zjednoczonych, w stanie Missouri, w hrabstwie Audrain.